# 19017 Susanlederer
19017 Susanlederer este un asteroid din centura principală de asteroizi.

## Descriere
19017 Susanlederer este un asteroid din centura principală de asteroizi. A fost descoperit pe 4 septembrie 2000 la Stația Anderson Mesa în cadrul programului LONEOS. Asteroidul prezintă o orbită caracterizată de o semiaxă mare de 2,90 ua, o excentricitate de 0,03 și o înclinație de 1,0° în raport cu ecliptica.